# オレンジスパイニクラブのラジオによろしく!
オレンジスパイニクラブのラジオによろしく!は、2024年5月5日から7月28日までinterfmで放送されていたラジオ番組。オレンジスパイニクラブにとって初の冠番組である。

## 概要
オレンジスパイニクラブ初の冠レギュラー番組として2024年5月5日にスタート。番組公式ハッシュタグは「#オレラジ」。メンバー4人全員がパーソナリティとして出演し、赤裸々にトークを行う「音楽&トーク」番組。
当番組を制作・放送するinterfmは、特別加盟局としてJFNに加盟しているが、JFNでは同時間帯にThe Classicが放送されているため、他局での放送は行われていない。
基本は録音での放送だが、生放送が行われる回もある。